# Liste von Kirchengebäuden der Selbständigen Evangelisch-Lutherischen Kirche

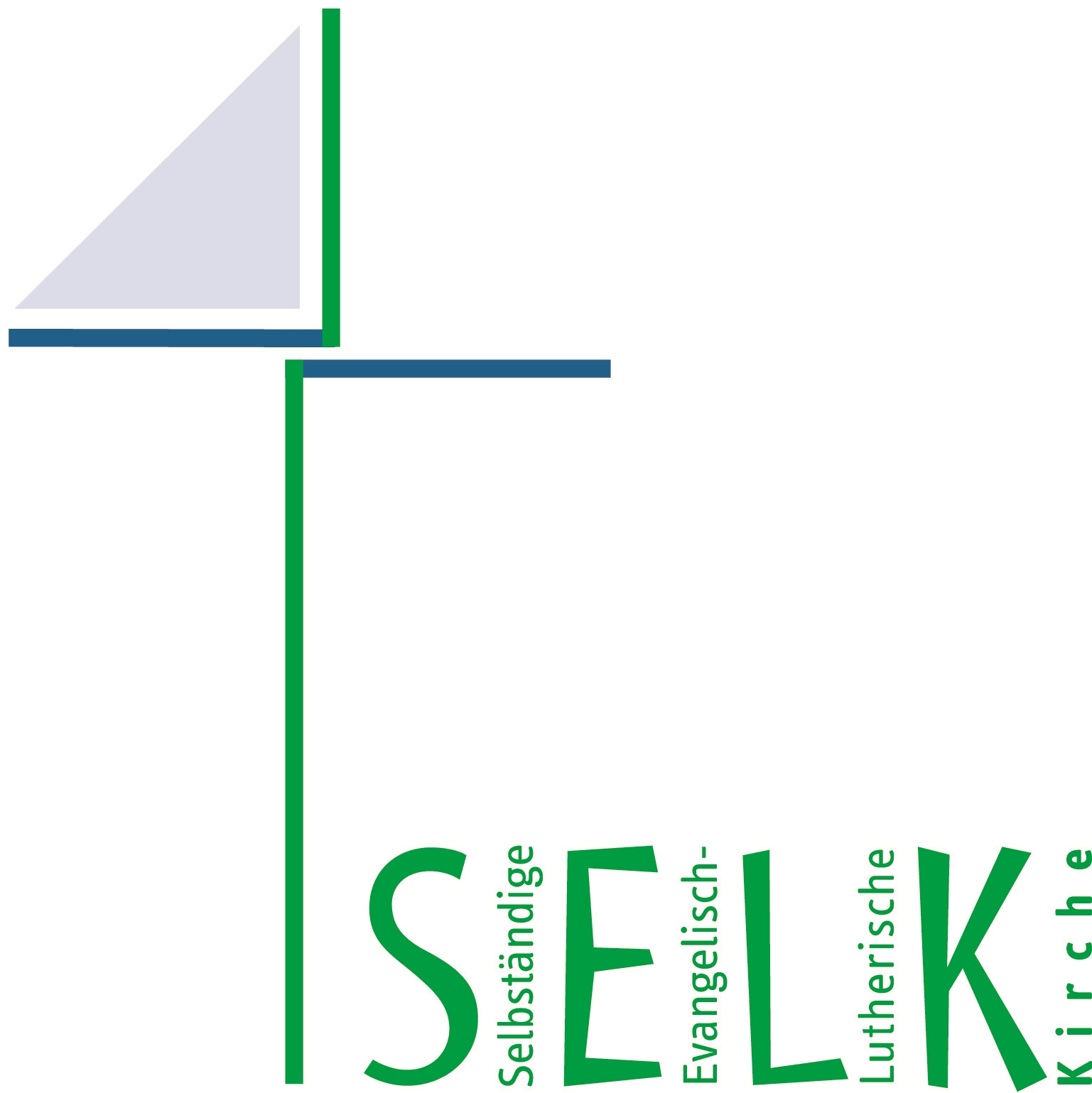
Signet der SELK

Die Liste von Kirchengebäuden der Selbständigen Evangelisch-Lutherischen Kirche nennt die Kirchengebäude in Nutzung durch Kirchengemeinden, die in der Selbständigen Evangelisch-Lutherischen Kirche zusammengeschlossen sind. Sie erhebt keinen Anspruch auf Vollständigkeit.

## Liste
- Evangelisch-Lutherische Kirche Berlin, Berlin-Mitte
- Evangelisch-Lutherische Kirche Zum Heiligen Kreuz, Berlin-Wilmersdorf
- Dreieinigkeitskirche, Berlin-Steglitz
- St.-Marien-Kirche, Berlin-Zehlendorf
- Evangelisch-Lutherische Epiphaniaskirche, Bochum
- Kreuzkirche, Cottbus
- Ehrlichsche Gestiftskirche, Dresden
- Evangelisch-Lutherische St.-Petri-Kirche, Dresden
- Evangelisch-Lutherische Christuskirche, Erfurt
- Evangelisch-Lutherische Kirche, Essen
- Evangelisch-Lutherische Kirche Fürstenwalde, Fürstenwalde (Spree)
- Kirche des Guten Hirten, Guben
- Magdalenenkapelle, Halle (Saale)
- Bethlehemskirche in Hannover
- Große und Kleine Kreuzkirche, Hermannsburg
- Zionskirche in Klein Süstedt
- St. Johannis, Köln
- Katharinenkapelle (Landau in der Pfalz), Mitbenutzung seit 1960
- St. Johannes-Kapelle, Limburg an der Lahn
- Auferstehungskirche, Marburg
- Christuskirche, Molzen
- St.-Jakobi-Kirche, Nateln
- St.-Jakobi-Kirche, Nestau
- Kreuzkirche, Neuruppin
- St.-Johannes-Kirche, Oberursel
- Christuskirche, Potsdam
- Bethlehemskirche, Rotenhagen
- Immanuelkirche, Saarbrücken
- Stephanuskirche, Seershausen
- Lutherkirche, Senftenberg
- Evangelisch-Lutherische Zionskirche, Soltau
- Evangelisch-lutherische Kirche, Treisbach
- Christuskirche, Uelzen
- Evangelisch-Lutherische Schlosskirche St. Trinitatis, Weißenfels
- Bethlehemskirche, Wriedel